# 学术棕榈勋章
学术棕榈勋章（法語：L'ordre des Palmes académiques，發音：[ɔʁdʁ de palm(z‿)akademik]）是法国授予傑出學者和教師、以及為大學、教育和科學提供卓越服務的人士的部長級勳章。勋章最早于1808年由拿破仑一世設立，作為向巴黎大學傑出成員致敬的勳章。1955年10月4日，法國總統勒内·科蒂將其更改為目前的形式。此勋章是法國授予的最古老民間榮譽之一。

## 歷史

### 頭銜
拿破崙於1808 年 3 月 17 日創立「学术棕榈」的榮譽（Palmes académiques），以表彰與大學及高中教育有關的人士。當時並不是勋章，而是一種頭銜，可以通過縫在接受者服裝上的徽章來識別。原本的頭銜有三個等級：
1. 正軍官級（Les titulaires）：白絲綢上繡金棕櫚，授予大学的校監、校長、司庫和大學評議會终身委員。
2. 大学軍官級（Les officiers de l'université）：白絲綢上繡銀棕櫚，授予大學評議會普通委員、大学督学、學院院長、學術監督及院系教授。
3. 學院軍官級（Les officiers des académies）：白絲綢上繡藍棕櫚，授予高中校长、督學、高中最优秀两班的教师及初中校长。

1850年10月9日，頭銜等級改為以下兩級。
1. 公共教育軍官級（Officier de l'Instruction Publique）
2. 學院軍官級（Officier d'Académie）

不但取消了正軍官級的等級，而且只有於教育界服務至少15年才獲資格受銜。公共教育部長會根據各學院院長的提議，並徵詢學術委員會意見後授予相關人士。
1866年，在公共教育部長维克托·迪吕伊的推動下，拿破崙三世擴大了頭銜授予的範圍，包括對教育和文化做出貢獻的非教學人員，而且包括外國人。

### 勋章
現今的学术棕榈勋章是由勒內·科蒂於1955年10月4日設立。 1963年，夏爾·戴高樂改革法國的授勳及嘉獎制度，一些屬部長級的勋章併入國家榮譽勳章，但由於戴高樂鍾情於学术棕榈勋章，因此決定將其獨立保留。自1955年以來，学术棕榈勋章共有以下三個等級，每個等級都有固定的年度新授勳者或晉升人數：
1. 司令級（Commandeur）：60毫米的金色棕櫚配上月桂花環 (couronne)，頸綬，每年獲授人數限280人；
2. 軍官級（Officier）：55毫米的金色棕櫚配上玫瑰花結的緞帶，襟綬加結，每年獲授人數限1523人；
3. 骑士級（Chevalier）：50毫米的銀色棕櫚配上緞帶，襟綬，每年獲授人數限4547人。

勋章授予的對象主要是為大學服務的教學或科研人員。它可以授予給法國公民（包括居住在國外的）和外國人，而授予的最低年齡為 35 歲。晉升到更高級別通常需要持有較低級別至少五年。勋章由一個教育部長任主席的理事會管理。提名和晉升決定由部長提出，並由總理作正式決定。 授勳名單於每年1月1日元旦和7月14日巴士底日宣布。2018年起，獲授勳人數減少了近一半。

## 著名授勋得主

### 法國本土得主
- 费迪南·福煦：法國陸軍統帥
- 亨利·盧梭：法國後印象派畫家
- 马瑟·巴纽：法國劇作家、小說家、電影導演
- 帕特里克·库索（1990年）：法国计算机科学家[1]

### 外國得主
- 邱大環（1983）：台灣法語學家、教授，1964年中華民國與法國斷交後第一位台籍得主[2]:105。
- 石正麗（2016年）：中國病毒學家，中國科學院武漢病毒研究所新發傳染病研究中心主任
- 利奥波德·塞达尔·桑戈尔：首任塞內加爾總統

## 外觀
該徽章自 1808 年創立以來一直沒有改變，由一對紫羅蘭色琺瑯棕櫚枝組成，並懸掛在一條普通的紫羅蘭色帶上。
| 騎士級 (Chevalier) | 軍官級 (Officier) | 司令級 (Commandeur) |
| ------------------ | ----------------- | ------------------- |
|                    |                   |                     |
|                    |                   |                     |